# 寧州 (甘粛省)
寧州（ねいしゅう）は、中国にかつて存在した州。南北朝時代から民国初年にかけて、現在の甘粛省慶陽市一帯に設置された。

## 魏晋南北朝時代
468年（皇興2年）、北魏により設置された華州を前身とする。487年（太和11年）に華州は班州と改められた。490年（太和14年）、班州は邠州と改称された。496年（太和20年）、邠州は豳州と改称された。北魏のとき、豳州は西北地郡・趙興郡・襄楽郡の3郡10県を管轄した。
554年（廃帝3年）、西魏により豳州は寧州と改称された。

## 隋代
隋初には寧州は2郡4県を管轄した。583年（開皇3年）、隋が郡制を廃すると、寧州の属郡の趙興郡と西北地郡は廃止された。606年（大業2年）、寧州は豳州と改称された。607年（大業3年）に州が廃止されて郡が置かれると、豳州は北地郡と改称され、下部に6県を管轄した。隋代の行政区分に関しては下表を参照。
| 州 | 寧州          | 寧州          | 豳州                 | 郡 | 北地郡                                    |
| 郡 | 趙興郡        | 西北地郡      | 新平郡               | 県 | 定安県 羅川県 彭原県 襄楽県 新平県 三水県 |
| 県 | 定安県 陽周県 | 彭陽県 襄楽県 | 白土県 三水県 永寿県 | 県 | 定安県 羅川県 彭原県 襄楽県 新平県 三水県 |

## 唐代
618年（武徳元年）、唐により北地郡は寧州と改められた。742年（天宝元年）、寧州は彭原郡と改称された。758年（乾元元年）、彭原郡は寧州の称にもどされた。寧州は関内道に属し、定安・定平・真寧・彭原・豊義・襄楽の6県を管轄した。

## 宋代
北宋のとき、寧州は永興軍路に属し、定安・襄楽・真寧の3県を管轄した。
金のとき、寧州は慶原路に属し、安定・定平・真寧・襄楽の4県と交城・棗社・大昌・要関・山河の5鎮を管轄した。

## 元代
元のとき、寧州は陝西等処行中書省に属し、真寧県を管轄した。

## 明代以降
明のとき、寧州は慶陽府に属し、属県を持たない散州となった。
清のときも、引き続き寧州は慶陽府に属した。
1913年、中華民国により寧州は廃止され、寧県と改められた。